# New Lexington, Ohio
New Lexington là một làng thuộc quận Perry, tiểu bang Ohio, Hoa Kỳ. Năm 2010, dân số của làng này là 4731 người.

## Dân số
- Dân số năm 2000: 4689 người.
- Dân số năm 2010: 4731 người.